# 209
209（二百九、にひゃくきゅう）は自然数、また整数において、208の次で210の前の数である。

## 性質
- 209は合成数であり、約数は1, 11, 19, 209 である。
  - 約数の和は240。
- 68番目の半素数である。1つ前は206、次は213。
- 209 = 12 + 82 + 122 = 22 + 32 + 142 = 22 + 62 + 132 = 32 + 102 + 102 = 42 + 72 + 122 = 82 + 82 + 92
  - 3つの平方数の和6通りで表せる最小の数である。次は297。(オンライン整数列大辞典の数列 A025326)
  - 3つの平方数の和 n 通りで表せる最小の数である。1つ前の5通りは194、次の7通りは341。(オンライン整数列大辞典の数列 A025414)
  - 194 = 12 + 82 + 122 = 22 + 32 + 142 = 22 + 62 + 132 = 42 + 72 + 122
    - 異なる3つの平方数の和4通りで表せる4番目の数である。1つ前は194、次は234。(オンライン整数列大辞典の数列 A025342)
- 63番目のハーシャッド数である。1つ前は207、次は210。
  - 11を基とする最小のハーシャッド数である。次は308。
    - n を基とする最小のハーシャッド数である。1つ前の10は190、次の12は48。(オンライン整数列大辞典の数列 A002998)

  - 半素数がハーシャッド数になる9番目の数である。1つ前は201、次は247。
- 各位の和が11になる18番目の数である。1つ前は191、次は218。
- 209 = 13 × 24 + 1 より20番目のプロス数である。1つ前は193、次は225。
- 209 = 142 + 14 − 1 = 152 − 15 − 1
  - n = 14 のときの n2 + n − 1 の値とみたとき1つ前は181、次は239。(オンライン整数列大辞典の数列 A028387)
- 209 = 7#− 1 = 2 × 3 × 5 × 7 − 1
  - 4番目の p#− 1 の形のクンマー数である。1つ前は29、次は2309。(ただし p# は p 以下の素数の総乗)(オンライン整数列大辞典の数列 A057588)
- 209 = 63 − 6 − 1
  - n = 6 のときの n3 − n − 1 の値とみたとき1つ前は119、次は335。(オンライン整数列大辞典の数列 A126420)
- 209 = 16 × 24 − 12 × 22 + 1
  - x = 2 のときの 第二種チェビシェフ多項式U4(x) = 16x4 − 12x2 + 1 の値とみたとき1つ前は5、次は1189。(オンライン整数列大辞典の数列 A144139)
- 209 = 152 − 16
  - n = 15 のときの n2 − 16 の値とみたとき1つ前は180、次は240。(オンライン整数列大辞典の数列 A028566)

## その他 209 に関連すること
- 年始から数えて209日目は7月28日、閏年は7月27日。
- 地球上で、質量数209以上の原子核に安定核種は存在しない。質量数209の209Biは安定核種だと信じられてきたが、実際は崩壊してしまう（安定核種ではなかった）ことが確認された。ちなみに、質量数209よりも軽い原子核では、質量数5、8、147、151にのみ地球上での安定核種が存在しないことが知られている。
- JR東日本209系電車
- 第209代ローマ教皇はカリストゥス3世（在位：1455年4月8日～1458年8月6日）である。